# 尤南·奧卡恩
尤南·奧卡恩（英語：Eunan O'Kane；1990年7月10日—）是一位愛爾蘭足球運動員。在場上的位置是中場。現時被英冠球隊列斯聯外借至英甲球隊盧頓。他也代表愛爾蘭國家足球隊參賽。